# Pier Maria I de' Rossi
Pietro Maria de' Rossi, noto anche come Pier (Parma, 1374 – Venezia, 1438), è stato un nobile italiano, appartenente alla casata dei Rossi.

## Biografia
Figlio di Bertrando e di Eleonora Rossi, nel 1396 succedette al padre quale conte di San Secondo, Berceto e Corniglio. Questi, per godere più tranquillamente il possesso di San
Secondo, ottenne ai primi dell'anno 1400 dal vescovo Giovanni Rusconi, conferma dell'acquistato e nell'anno successivo (24 ottobre 1401) comprò dagli indebitati canonici del Capitolo della Cattedrale di Parma il vicino feudo del Pizzo a esclusione delle ville di San Quirico, Ronchetti, Corticelli e Castell'Aicardi, le quali però, col tempo, passarono tutte sotto la signoria rossiana
Nel 1404 divise con Ottobuono de' Terzi il dominio di Parma, ma l'anno successivo fu costretto ad abbandonarlo dopo che Ottobuono diede inizio a terribili persecuzioni contro la sua famiglia.
Lo stesso anno, mentre cavalcava da Bologna con un seguito di 17 cavalieri verso i suoi possedimenti fu catturato da Antonio da Vallisnera e Simone da Canossa, luogotenenti del Terzi, ed imprigionato a Montevetro. 
In seguito lo stesso Ottobono con 60 cavalieri lo trasferì a Montecchio, dove raggiunsero un accordo.
Tre anni dopo, nel 1407 dovette domare una rivolta a San Secondo dovuta all'onerosità delle imposte. I rivoltosi si asserragliarono, resistendo per alcuni mesi all'assedio posto dal Rossi e dal suo esercito. Chiesta la resa, la ottennero facendo atto di ubbidienza, ma il borgo fortificato subì notevoli danni e restò per molto tempo in completo abbandono.
Dopo il 1408 fu fatto prigioniero dai Fieschi, contro i quali era entrato in conflitto per il possesso di Pontremoli. Dopo essere stato liberato passò alla corte degli Estensi, nuovi signori di Parma. Nel 1413 ottenne l'investitura su San Secondo da parte dell'imperatore Sigismondo.  Nel 1413, al seguito del marchese Niccolò III d'Este, andò a Gerusalemme, dove fu decorato in segno di onoranza e distinzione del cingolo del Santo Sepolcro.

Stemma dei Rossi di Parma.

Tuttavia le mutate esigenze difensive portarono a privilegiare l'abitato di San Secondo al cuore amministrativo rossiano che era stato sino ad allora Felino, perciò Pier Maria iniziò a ricostruire e fortificare il borgo di San Secondo che fu cinto di mura e circondato da un fossato che era riempito con le acque provenienti dal taro morto, facendo poi costruire, sulla riva opposta, la Rocca dei Rossi intorno al 1413.
Nel 1420 cedette Parma ai Visconti e si ritirò a Venezia.
Fu teorico e compositore di musica. Giorgio Anselmi nel trattato De harmonia dialogi lo indica come illustre insegnante, dedicandogli l'opera. Compose tre mottetti a tre voci e una ballata a due voci.
Una lapide, presente nella chiesa di Sant'Antonio Abate a Parma, recita:
(traduzione italiana) 
Un'aurea veste si era guadagnato in vita
ora una rossa pietra copre Pietro dei Rossi.
Il titolo di Magnifico si evince dagli "Elogia Virorum Rosciorum" di Federico de' Rossi (1565 ca.).

## Discendenza
Sposò Maria Giovanna Cavalcabò, dalla quale ebbe quattro figli:
- Pier Maria II de' Rossi (1413-1482);
- Caterina de' Rossi;
- Francesca de' Rossi;
- Maria Bianca de' Rossi.